# Style and Substance
Style and Substance est une série télévisée de sitcom américaine en treize épisodes de 30 minutes, diffusés entre le 5 janvier et le 2 septembre 1998 sur CBS.

## Fiche technique
Sauf indication contraire, les informations mentionnées dans cette section peuvent être confirmées par la base de données cinématographiques IMDb,  présente dans la section « Liens externes ».
- Titre original : Style & Substance
- Réalisation : Jay Sandrich, Iris Dugow, Brian K. Roberts et Peter Tolan
- Scénario : Peter Tolan, Chris Alberghini, Donald R. Beck, Mike Chessler, Gary Janetti, Daphne Pollon, Susan Beavers, Ian Praiser, Russ Woody et James Grissom
- Photographie : Bruce L. Finn et Peter Smokler
- Musique : Brad Hatfield et Ray Colcord
- Casting : Marc Hirschfeld et Meg Liberman
- Montage : Leslie Tolan
- Décors : Melinda Ritz
- Costumes : Tom Bronson et Dianne Kennedy
- Production : Michael Petok et Karen MacKain
  - Superviseur de production : Daphne Pollon
  - Coproducteur : Donald Capen et Gary Janetti
  - Producteur délégué : Peter Tolan
  - Producteur consultant : Eileen Heisler et DeAnn Heline
  - Producteur codélégué : Ian Praiser et Russ Woody
  - Producteur associé : Wanda Armstrong et Russell Dague
- Sociétés de production : The Cloudland Company et Touchstone Television
- Société de distribution : CBS
- Chaîne d'origine : CBS
- Pays d'origine :  États-Unis
- Langue originale : anglais
- Genre : Sitcom
- Durée : 30 minutes

## Distribution

### Acteurs principaux
- Jean Smart : Chelsea Stevens
- Nancy McKeon : Jane Sokol
- Heath Hyche : Terry
- Linda Kash : Trudy Weissman
- Joseph Maher : M. John

### Acteurs réguliers et invités
- Alan Autry : Earl
- Vyto Ruginis : Bobby
- Gene Pompa : Tom
- Joyce Brothers : Dr Joyce Brothers
- John O'Hurley : M. Ferber
- Jean Stapleton : Gloria Utley
- Joel Brooks : Jerry Lindemann
- Eric Christmas : Hadley
- Christine Estabrook : Marlene Spaulter
- Ashley Gardner : Felicia
- Peter Krause : Steve
- Michael Nouri : Jeff Dennis
- Vanna White : elle-même
- Frances Bay : Elizabeth
- Tom Dahlgren : le ministre
- Regis Philbin : lui-même
- Harry Shearer : lui-même
- Carol Channing : elle-même
- Christopher Darden : lui-même
- Kathie Lee Gifford : elle-même
- Bob Goen : lui-même
- Suanne Spoke : Maggie
- Buzz Aldrin : lui-même
- Peter Tolan : Carl
- Michael Riley : Michael

## Épisodes
1. Pilot: Style & Substance
2. A Trip to Chelseatown
3. The Boss and Other Disasters
4. A Recipe for Disaster
5. Chelsea Gets an Opinion
6. Terry, We Hardley Knew Ye
7. Office Management for Beginners
8. The Plate
9. Chelsea's First Date
10. No Soap, Romeo
11. Chelsea's Ex
12. I Went to a Garden Party
13. Do Not Go Squealing Into That Good Night